# Bifurcia curvata
Bifurcia curvata là một loài nhện trong họ Linyphiidae.
Loài này thuộc chi Bifurcia. Bifurcia curvata được Sha & Zhu miêu tả năm 1987.